# Federația Ecvestră Internațională
Federația Ecvestră Internațională (franceză: Fédération Équestre Internationale, FEI) este un organism sportiv internațional al echitației. A fost fondat în 1921 la Paris de către opt țări. 

## Istorie

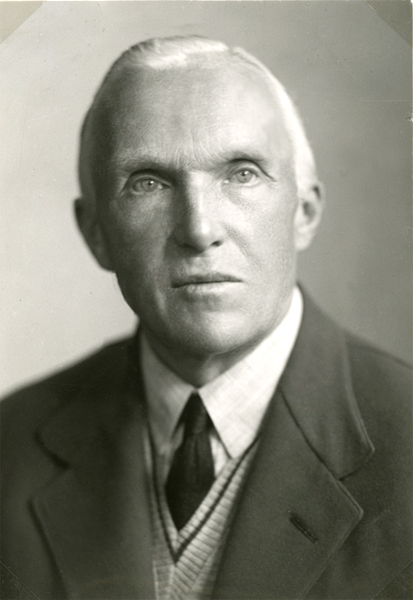
Clarence von Rosen

După desfășurarea primelor Jocuri Olimpice moderne au apărut unele neînțelegeri datorită diferitelor regulamente de călărie din diferitele țări participante. Comitetul Olimpic Internațional (CIO) a decis ca toate probele să se desfășoare după reguli stabilite de federații internaționale pentru fiecare disciplină, inclusiv echitația. La Congresul de la Lausanne, președintele CIO Pierre de Coubertin solicită înființarea unei federații internaționale și întocmirea unui regulament unic bine-realizat. Drept urmare, Franța și Suedia au în luna mai 1021 câteva reuniuni pentru stabilirea unor principii (unele propuse de G. Hector) de realizare a acestui regulament. La 24-25 noiembrie 1921, la Paris, ia naștere un nou  organism sportiv internațional - Federația Ecvestră Internațională. Actul de naștere a federației este semnat de reprezentanți a opt țări (devenite state fondatoare): Dupuich (Belgia), A. C. Kraft (Danemarca), Baron du Teil (Franța), maiorul Christian Fredrik Michelet (Norvegia), Clarence von Rosen (Suedia), generalul Belotti (Italia), colonelul Kaba (Japonia) și B. T. Merchant (SUA). În prezent există 132 de federații naționale afiliate cu FEI.
| An   | Nr. țări membre |
| ---- | --------------- |
| 1921 | 8               |
| 1928 | 21              |
| 1938 | 31              |
| 1960 | 48              |
| 1970 | 54              |
| 1975 | 62              |
| 1986 | 81              |
| 2014 | 132             |

Federația Ecvestră Română (fondată la 12 decembrie 1930) este al 31-lea membru FEI (la care a aderat în același an). Federația Ecvestră a Republicii Moldova a devenit membră FEI în 1994.

## Președinți
Au existat 14 persoane diferite care au servit ca președinți ai FEI, maiorul Jhkr Karl F. Quarles van Ufford fiind singurul care a ocupat această funcție de două ori.
| #  | President                             | Nation       | Term      |
| -- | ------------------------------------- | ------------ | --------- |
| 1  | Baron du Teil                         | Franța       | 1921–1927 |
| 2  | General Gerrit Johannes Maris         | Olanda       | 1927–1929 |
| 3  | Maior Jhkr Karl F. Quarles van Ufford | Olanda       | 1929–1931 |
| 4  | Generalul Guy V. Henry                | SUA          | 1931–1935 |
| 5  | Baronul Max Von Holzing-Bertstett     | Germania     | 1935–1936 |
| 6  | Major Jhkr Karl F. Quarles van Ufford | Olanda       | 1936–1939 |
| 7  | Magnus Rydman                         | Finlanda     | 1939–1946 |
| 8  | Baronul Gaston de Trannoy             | Belgia       | 1946–1954 |
| 9  | Prințul Bernhard of Lippe-Biesterfeld | Olanda       | 1954–1964 |
| 10 | Prințul Philip, Duce de Edinburgh     | Regatul Unit | 1964–1986 |
| 11 | Anne, Prințesă Regală                 | Regatul Unit | 1986–1994 |
| 12 | Infanta Pilar, Duhesă de Badajoz      | Spania       | 1994–2006 |
| 13 | Prințesa Haya bint Al Hussein         | Iordania     | 2006–2014 |
| 14 | Ingmar De Vos                         | Belgia       | 2014–     |

## Discipline
FEI este structurată pe mai multe niveluri, pentru a promova mai ușor acest sport:
- dresaj
- obstacole
- concurs complet (dresaj-cros-obstacole)
- atelaje
- voltije
- raiduri

## Legături externe
- Site web oficial